# André Léo
Pour les articles homonymes, voir Béra.
Victoire Léodile Bera, dite André Léo, née le 18 août 1824 à Lusignan et morte le 20 mai 1900 à Saint-Maurice, est une romancière française, journaliste militante féministe entre socialisme et anarchisme, membre de l’Association internationale des travailleurs, nom officiel de la Première Internationale.
André Léo rédige de nombreux articles pour des revues sociales et s'engage dans des associations pour le droit des femmes, pour leur éducation et pour l'égalité au travail. Elle est très active pendant la Commune de Paris, écrivant de nombreux articles, faisant des discours et s'engageant auprès de plusieurs associations. Le 18 septembre 1870, elle est arrêtée avec Louise Michel lors d'une manifestation réprimée par l'armée. 
Elle s'exile en Suisse, où elle continue à rédiger des discours et des articles. Elle s'oppose à Karl Marx, à qui elle reproche son autoritarisme. Puis elle voyage en Europe et rentre en France après l'amnistie de 1880. L'importance de ses prises de position féministes militantes et littéraire suscite aujourd'hui un renouveau d'intérêt.

## Biographie

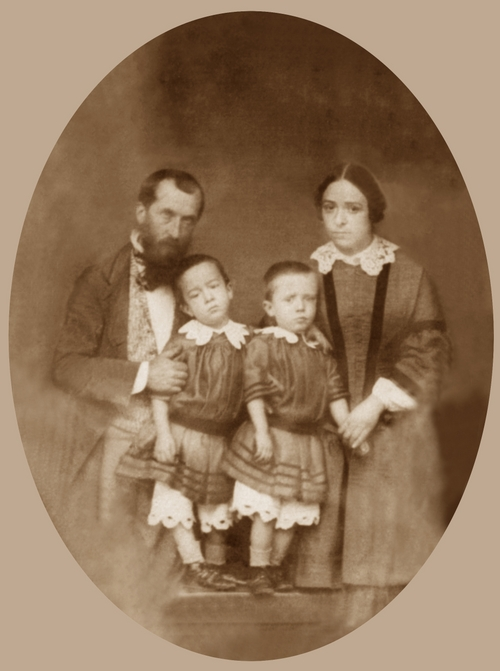
Victoire Léodile Bera en famille en 1856.

Victoire Léodile Bera naît 18 août 1824 de Thalie Belloteau et de Louis Zéphirin Bera à Lusignan, dans la maison sise au no 4 de la place où se trouve aujourd'hui la mairie. Elle y demeure jusqu’en 1830, quand sa famille part s'installer non loin de là, à Champagné-Saint-Hilaire,.
Elle grandit dans un milieu cultivé de la bourgeoisie éclairée. Son grand-père fut un révolutionnaire, fondateur en 1791 de la Société des amis de la Constitution. Son père, qui a été officier de marine, était notaire à Lusignan et devient ensuite juge de paix.
Après le coup d'État de Napoléon III du 2 décembre 1851, elle rejoint son fiancé, le journaliste Grégoire Champseix, intellectuel progressiste disciple de Pierre Leroux, rédacteur de La Revue sociale condamné à 18 mois de prison en 1849. Ils se retrouvent en Suisse où il réside depuis le printemps de 1849. Ils s'y installent et s'y marient le 20 décembre de la même année à Assens, dans la région de Lausanne, avec le consentement du père de Léodile Béra. Ils ont deux enfants de leur union nés le 8 juin 1853, André et Léo. Mais Grégoire meurt en 1863 laissant Léodile Béra seule pour élever ses enfants.

### Engagement social et féministe

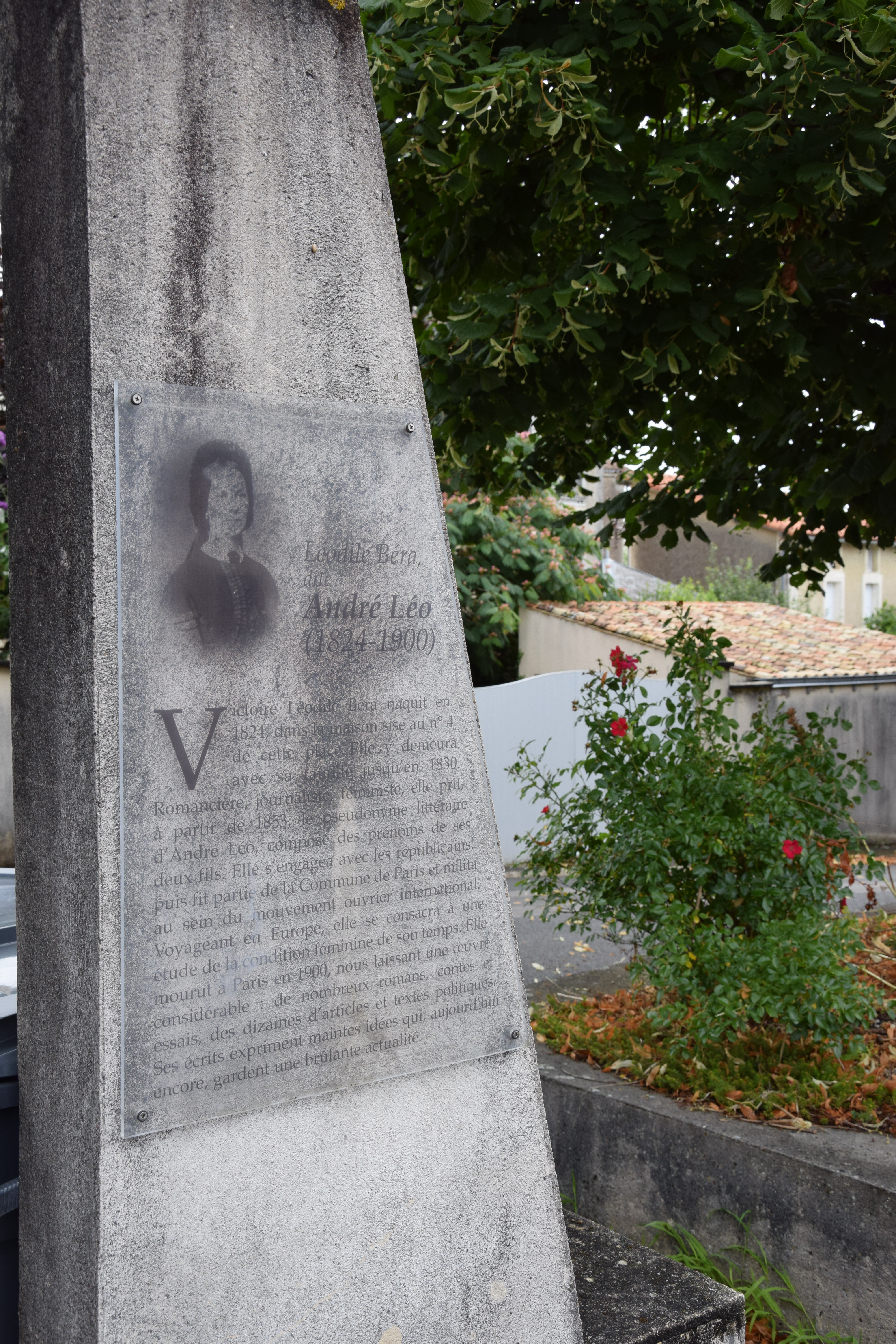
Plaque commémorative à Lusignan.

C'est depuis la Suisse que Léodile Bera publie son premier roman, écrit dans la Vienne, Une vieille fille, en 1859, bien que cette première édition Bruxelloise soit noté à tort 1851. Ce premier roman est signé Léo, contraction de son prénom Léodile, et sera suivi de nombreux autres qui vont lui assurer une réelle notoriété dans le monde des lettres. Elle prend plus tard le pseudonyme d’André Léo, qui reprend son précédent pseudonyme mais aussi les prénoms de ses deux fils jumeaux et vit de sa plume comme romancière et journaliste.
En 1864, elle entre à la Société des gens de lettres.
Dans la revue La Coopération, elle publie en 1867 des reportages sur l'égalité des sexes dans le travail et milite pour la défense du droit d'association.
Revenue à Paris en 1860, elle s’engage avec les républicains, milite avec la féministe Paule Minck et l'anarchiste Louise Michel. Elle adhère à l'Association Internationale des Travailleurs fondée à Londres en septembre 1864. En 1866, elle crée l'« Association pour l'amélioration de l'enseignement des femmes » et en 1868, elle publie un texte défendant l'égalité des sexes qui est à l'origine de la première vague féministe en France,.
Très liée à Noémie Reclus et aux frères Élie et Élisée Reclus, c'est chez elle, en 1869, qu'est créée la « Société (mixte) de revendication des droits de la femme ». Marie La Cécilia est la secrétaire de cette société et les deux femmes resteront amies longtemps. Avec Noémie, Léo projette la création d'une école primaire laïque de jeunes filles pour laquelle La Cécilia serait professeur de comptabilité mais la guerre de 1870 contrarie ce plan.

### Communarde

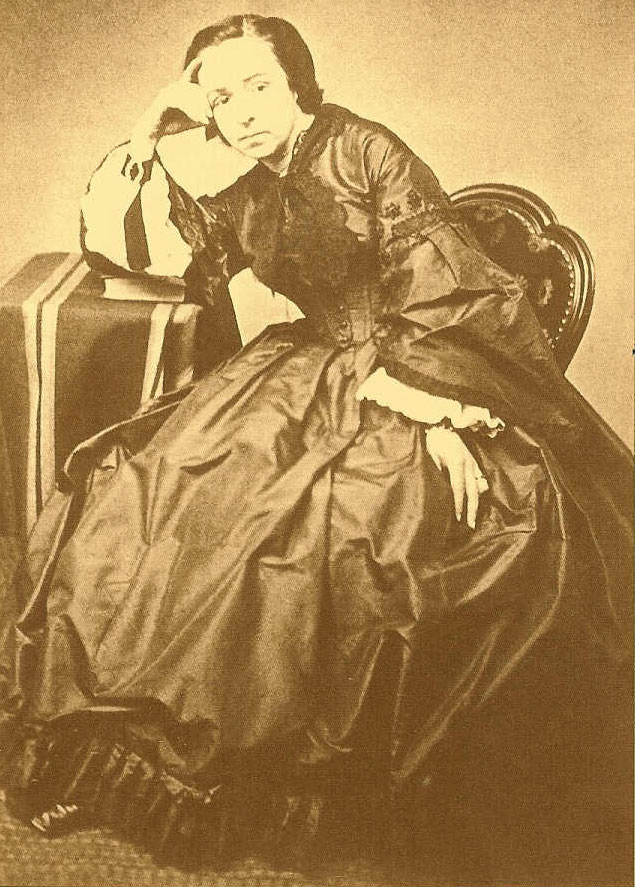
André Léo dans les années 1860.

Pendant la guerre avec la Prusse, elle milite au sein du comité de vigilance de Montmartre et, le 18 septembre 1870, elle est arrêtée avec Louise Michel lors d'une manifestation réprimée par l'armée.
Elle fonde le journal La République des travailleurs et participe à la Commune de Paris. Membre du Comité des citoyennes du 17e arrondissement, elle collabore alors à l'Union des femmes pour la défense de Paris et les soins aux blessés.
André Léo écrit un « Appel aux consciences » (La Commune du 22 avril 1871 et La Sociale du 23). Outre ses éditoriaux dans La Sociale,, elle rédige un appel « Au travailleur des campagnes » (signé « Les travailleurs de Paris » mais qui lui est attribué), publié dans La Sociale du 3 mai, « Le socialisme aux paysans ». La Commune l'édite à 100 000 exemplaires et tente de le diffuser par ballon en province. Charlotte Cosset et Gilles Malandain indiquent que « cette préoccupation – nouer le dialogue entre le prolétariat urbain et les travailleurs ruraux, déjouer le discours anti-Parisien de Thiers – est l’une des thématiques dominantes des textes d’André Léo durant l’insurrection. ».
« Ce que Paris veut, en fin de compte, c’est la terre au paysan, l'outil à l'ouvrier, le travail pour tous. La guerre que fait Paris en ce moment, c’est la guerre à l’usure, au mensonge, et à la paresse. »
— attribué à André Léo, Au Travailleur des campagnes
Dans les débats de la Commune, elle est favorable à la lutte armée contre les Versaillais, mais quand la Commune décide de supprimer les journaux d'opposition, elle demande le respect sans condition de la démocratie : 
« Si nous agissons comme nos adversaires, comment le monde choisira-t-il entre eux et nous ? »
— André Léo
« La mise à l’écart des femmes, ou leur insuffisante intégration dans la lutte insurrectionnelle, est pour André Léo l’une des clés principales de son échec inexorable » soulignent Charlotte Cosset et Gilles Malandain. Parvenue à échapper à la répression de la Semaine sanglante en se cachant chez son amie Lucienne Prins, elle s'exile en Suisse, où elle vit avec le syndicaliste Benoît Malon, rencontré avant la commune. Les deux contractant un « mariage libre » en 1872 mais elle rompt en 1878 et se fixe à Formia, en Italie.
En 1871, elle publie à Neuchâtel, La Guerre sociale, où elle raconte l’histoire de la Commune, texte du discours qu’elle prononce au 5e congrès de la Ligue de la paix et de la liberté à Lausanne en septembre 1871. Elle adhère à l'Alliance internationale de la démocratie socialiste fondée par Bakounine. Elle collabore au journal La Révolution sociale dans lequel, anarchiste, elle se livre à de vigoureuses attaques contre Karl Marx,, qu'elle juge autoritaire, et s'inquiète de l'influence politique grandissante qu'il gagne dans l'Association internationale des travailleurs, dont elle est également adhérente.
En 1878, elle prend une part éminente dans la publication de la revue Le Socialisme progressif.
Voyageant en Europe, elle se consacre à l'étude de la condition féminine de son temps.

### Dernières années
André Léo rentre en France après l'amnistie de 1880 et collabore épisodiquement à la presse socialiste. En 1899, Coupons le câble est sa dernière œuvre ; elle y plaide la séparation entre l’Église et l’État, six ans avant la loi de 1905.
Elle meurt le 20 mai 1900 à Saint-Maurice ; elle est incinérée au crématorium du cimetière du Père-Lachaise, puis ses cendres sont transférées au cimetière d'Auteuil où elle repose près du père de ses enfants.
Par testament, elle lègue une petite rente à la première commune de France qui voudra tenter une expérience collectiviste.

## Œuvre
Elle laisse une œuvre considérable : de nombreux romans, contes et essais, des dizaines d’articles et textes politiques. Ses écrits expriment maintes idées qui gardent toute leur actualité. Sa vie riche et généreuse reste sous bien des aspects mystérieuse et, après avoir été longtemps méconnue, elle suscite de plus en plus d'intérêt chez les historiens,.
Elle ne sépare pas l'écriture romanesque et l'engagement ; elle lutte ainsi par le moyen de la fiction en faveur de l'égalité de l'homme et de la femme. Son roman Un mariage scandaleux, notamment, est une critique du caractère inégalitaire du mariage,.

### Citations d'André Léo
« Non la femme n'est pas une chose, un pur réceptacle. Elle pétrit son enfant de ses sentiments et de ses idées comme de sa chair ; esclave, elle ne peut créer que des esclaves. »

— La femme et les mœurs

« Plus tard, on les contemplera comme des monuments d'illogisme, ces démocrates qui, au lendemain de la déclaration fameuse, […] prétendent sacrifier à une conception dogmatique de la moitié de l'humanité, absorber la femme dans la famille et bâtir une fiction de plus sur ce prétexte usé de tous ces despotismes : l'ordre. Quatre-vingts ans se sont écoulés depuis l'inauguration du droit humain, et c'est encore une nouveauté presque bizarre que de revendiquer la justice pour la femme, courbée depuis le commencement du monde sous un double joug, dans l'esclavage doublement esclave, esclave toujours au sein de la famille libre, et maintenant encore, dans nos civilisations, privée de toute initiative, de tout essor, livrée, soit aux dépravations de l'oisiveté, soit à celle de la misère, et partout soumise aux effets démoralisants du honteux mélange de la dépendance et de l'amour… »

— La femme et les mœurs

## Liste des œuvres
- Une vieille fille, Bruxelles, Alphonse Lebegue, 1859 (année erronée sur la couverture 1851)
  - Une vieille fille, Paris, Librairie de Achille Faure, 1864    (Wikisource)
- Attendre-Espérer, Paris, L. Hachette, 1868
  - Attendre-Espérer, feuilleton du Phare de la Loire, 1869    (Wikisource)
- La Femme et les Mœurs : monarchie ou liberté, à compte d’auteur, 1869
  - La Femme et les mœurs, 1869    (Wikisource)
  - La Femme et les mœurs, Le Lérot éditeur, Tusson, 1990
- Un mariage scandaleux, Paris, Hachette éd., 1862 (2e éd., 1863, A. Faure éd. ; 3e éd., 1866, A. Faure éd. ; 4e éd., 1883, C. Marpon et E. Flammarion éd.)
  - Un mariage scandaleux, Paris, Librairie de Achille Faure, 1863    (Wikisource)
  - Un mariage scandaleux, Association des publications chauvinoises, nouvelle édition 2000
- Un divorce, Paris, bureaux du « Siècle », 1862 (2e éd., 1866, Librairie Internationale, A. Lacroix, Verboeckhoven & C. éd. ; 3e éd., 1869, ibid.)
  - Un divorce (André Léo), Paris, Librairie internationale, 1866    (Wikisource)
- Les Deux Filles de Monsieur Plichon, Paris, A. Faure éd., 1865 (3e éd., 1868, L. Hachette éd.) 
  - Les Deux Filles de monsieur Plichon, Paris, Librairie internationale, 1866    (Wikisource)
- Jacques Galéron, Paris, A. Faure éd. (2e éd., 1865, ibid. ; 3e éd. 1868, bureaux de « La Coopération »)
  - Jacques Galéron, Paris, Librairie de Achille Faure, 1865    (Wikisource)
- L’Idéal au village, Paris, Hachette et Cie, 1867 lire en ligne sur Gallica
- Aline-Ali, Paris, Librairie Internationale, A. Lacroix Verboeckhoven & C. éd., 1869 (3e éd., 1869, ibid.), réédition présentée et annotée par Cecilia Beach, Caroline Granier et Alice Primi, Publications Chauvinoises, 2011.
  - Aline Ali, présenté et annoté par Cecilia Beach, Caroline Granier, Alice Primi, Association des publications Chauvinoises, 2011
- La Guerre sociale, Neuchâtel, Imprimerie G. Guillaume Fils,1871
  - La Guerre sociale, présentation de Michèle Perrot, éditions Le Passager clandestin, 2010
- Le Père Brafort. Initialement publié dans Le Siècle en 1872. Réédité aux Presses Universitaires de Rennes. Collection Textes Rares. Introduction et notes d'Alice Primi et Jean-Pierre Bonnet. 2019.
- Légendes corréziennes, Hachette, 1870 lire en ligne sur Gallica
  - Légendes corréziennes, La Découvrance éditions, La Rochelle, 2006 ; nouvelle édition, PyréMonde (éd. des Régionalismes), 2012
- La Commune de Malenpis, Librairie de la bibliothèque démocratique, 1874 
  - La Commune de Malenpis, dans l’anthologie Demain, la Commune !, éditions Publie.net, 2021
  - La Commune de Malenpis, édition et présentation par Alice de Charentenay, éditions Le Temps des Cerises, 2022  (ISBN 978-2-37071-235-6).
- La Grande Illusion des petits bourgeois, Paris, bureaux du « Siècle », 1876.
- Marianne, Paris, bureaux du « Siècle », 1877, réédité (2e trimestre 2006) par l’Association des publications chauvinoises (Chauvigny)
  - Marianne (Léo), Paris, Bureaux du Siècle, 1877    (Wikisource)
  - Marianne, Association des publications chauvinoises ; nouvelle édition 2006
- Grazia, Paris, bureaux du « Siècle »
- L’Épouse du bandit, Paris, bureaux du « Siècle », 1880
- L’Enfant des Rudère, Paris, bureaux du « Siècle », 1881 (2e éd., s.d., S.é. Monillot)
- Les Enfants de France, Poitiers, 1890
- La Justice des choses, Poitiers, P. Blanchier, 2 vol., 1891 (2e éd., 1893, ibid.), 1re partie : Une maman qui ne punit pas ; 2e partie : Les aventures d’Edouard
- Le Petit Moi, Paris, M. Dreyfous éd., 1892
- En chemin de fer. Aux habitants des campagnes, Nancy, impr. Nancéienne, 1898
- La Famille Audroit et l’éducation nouvelle, Paris, E. Duruy, 1899
- Coupons le câble, Fischbacher, 1899
  - Coupons le câble, préface et notes d'Alice Primi, Éditions Dittmar, 2012
- Le Père Brafort, feuilleton paru en russe dans la revue Besieda, Moscou, no 1-5, no 7, no 9-12, janvier-décembre 1872 puis dans Le Siècle, 26 novembre 1872-8 février 1873, puis dans le Musée littéraire, 1ère série, tome 45, p. 211-336, Bureau du Siècle, 1875.

## Hommages
En 2021, la ville de Paris rend hommage à André Léo en donnant son nom à la passerelle traversant le jardin de Reuilly dans le 12e arrondissement de Paris. À Nanterre, une plaque porte son nom, quartier du Mont-Valérien. En 2022, une école André Léo est inaugurée à Champagné-Saint-Hilaire (Vienne). 
Une rue de Poitiers (quartier des Trois-Cités) porte son nom ainsi qu'un square à Champagné-Saint-Hilaire (Vienne). Le square Léo-André à Évry-Courcouronnes fait aussi référence à elle. 
Une plaque-monument est érigée sur la place de la mairie de Lusignan (Vienne), à l'emplacement de sa maison natale.

### Dictionnaires et notices
- « Notice Champseix André Léo [née Béra Victoire, Léodile, dite] », sur Dictionnaire biographique Le Maitron, Mouvement ouvrier, Mouvement social, 18 avril 2022 (consulté le 8 mars 2024).
- « André Léo, 20 mai », sur Éphéméride Anarchiste, Almanach de Tierra y Libertad (consulté le 8 mars 2024)
- René Bianco, « André Léo_ », sur Bianco : presse anarchiste (consulté le 8 mars 2024)
- Christine Bard et Sylvie Chaperon (Notice rédigée par Alice Primi), Dictionnaire des féministes : France, XVIIIe – XXIe siècle, Paris, Presses universitaires de France, 2017, 1700 p. (ISBN 978-2-13-078720-4, OCLC 972902161, BNF 45220443, lire en ligne), p. 48 à 50
- Roger Musnik, « André Léo, la communarde », sur Le Blog Gallica (consulté le 10 mars 2024).

### Ouvrages
- Françoise Tarrade, André Léo : une femme entre deux luttes, socialisme et féminisme, Coeuvres-et-Valsery, Ressouvenances, 2020, 255 p. (ISBN 9782845052673, lire en ligne)
- Frédéric Chauvaud, François Dubasque, Pierre Rossignol et Louis Vibrac, Les vies d'André Léo : romancière, féministe et communarde, Rennes, Presses Universitaires de Rennes, 2014, 354 p. (ISBN 978-2-7535-3567-1).
- avec Alice Primi, commentateur, Coupons le cable! : Critique de la pensée religieuse, Paris, Dittmar, 2012, 114 p. (ISBN 9782916294308, lire en ligne)
- Alain Dalotel, André Léo (1824-1900), la Junon de la Commune, Chauvigny, Association des publications chauvinoises, coll. « Cahiers du Pays chauvinois », 2004, 199 p. (ISBN 9782909165561, lire en ligne)
- Cecilia Beach (coordination), « La Bibliographie d’André Léo », sur Association André Léo, 2014 (consulté le 11 mars 2024)
- Cecilia Beach, « Liberté, Égalité, Sororité: André Léo’s Marianne », Women in French Conference, Claremont, CA, avril 2004.
- Fernanda Gastaldello, « André Léo (1824-1900) : Écrivain au xixe siècle », Cahier du pays chauvinois no 26,‎ 2001 (lire en ligne ).
- (de) Antje Schrupp, Nicht Marxistin und auch nicht Anarchistin : Frauen in der Ersten Internationale, Königstein, Helmer, 1999, 336 p. (ISBN 9783897410220, lire en ligne)
- Roger Picard, Femmes célèbres du Poitou et des Charentes, Amiens, Martelle, 2000, 239 p. (ISBN 9782878900651, lire en ligne)

### Articles
- Alice Primi, « André Léo, une voix critique de la démocratie française à la fin du Second Empire », Histoire et Sociétés. Revue européenne d’histoire sociale, vol. 12,‎ 2004, p. 104-120
- Caroline Granier, « « André Léo l'injustement oubliée » », Le Monde libertaire, no 1393,‎ 7 avril 2005 (lire en ligne ).
- (en) Cecilia Beach,, « « Savoir c'est pouvoir : Integral Education in the Novels of André Léo » », Nineteenth-Century French Studies, vol. 36 no 3 & 4,‎ printemps été 2008, p. 270-285 (lire en ligne ).
- Maurice Ulrich, « Léodile   Béra (dite   André   Léo   -   1824-1900) Écrire, combattre, être femme (37) », L'Humanité,‎ 26 août 2011 (lire en ligne )
- Irène Pereira, « Coupons le câble ! Critique de la pensée religieuse by André Léo (review) », Le mouvement social, vol. 246,‎ janvier-mars 2014, p. 126-127 (lire en ligne)
- Hugues Lenoir, « André Léo, Éducationniste et féministe », sur Hugues Lenoir, 16 mars 2014 (consulté le 11 mars 2024)
- Gâcon, G., & Latta, C. (dir.), « Alice Primi, L'été où la révolution échoua. Le regard d'André Léo (Léodile Béra) sur le début de la guerre de 1870 dans Les républicains & la guerre de 1870-1871 », NC,‎ 2014
- Gilles Malandain et Jean-Pierre Bonnet, « Penser la défaite et défendre la Commune dans le Poitou de mars 1871 : La Province, un manuscrit inédit d’André Léo », Tierce. Carnets du Criham, n° 1, 2016 (lire en ligne).